# سالنامه دولت عثمانی
سالنامه دولت علیه عثمانی، سالنامه‌ای بود که در دوران امپراتوری عثمانی در قرن نوزدهم در قلمرو این امپراتوری هرسال چاپ می‌شد.

## تاریخچه
اولین سالنامه در سال ۱۸۴۷ منتشر شد. این سالنامه توسط احمد وفیق پاشا، احمد جودت پاشا و خیرالله و با حمایت مالی از طرف مصطفی رشید پاشا وزیر اعظم شناخته شده اصلاح طلب تهیه شد.

## انواع سالنامه
سالنامه اصلی همان سالنامه دولت بود. از آغاز سال ۱۸۶۶ حکومت‌های ولایات نیز سالنامه منتشر کردند. سالنامه‌های دیگری نیز مربوط به موسسات دولتی وغیر دولتی وجود داشت. طبق نظر گابور اگوستن و بروس مسترس نوع دوم سالنامه اهمیت بیشتری داشتند چرا که با استفاده از اطلاعات این سالنامه‌ها حکومت مرکزی، منابع و شرایط مورد نیاز هر ولایت را تعیین می‌کردند.